# 丹尼爾·達施華
丹尼爾·達施華（Daniel De Silva，或譯迪施華，1997年3月6日—），是一名澳洲職業足球員，司職進攻中場，現效力澳職球會麥克阿瑟。
2013年僅以16歲便加盟珀斯光輝便升上一隊，進步神速。由於其年輕及出色的表現吸引意甲勁旅羅馬垂青，於2014/15澳職球季完結後便會加盟羅馬。